# Claude-Maur d'Aubigné
Claude-Maure d'Aubigné (Tigné, 7 giugno 1658 – Rouen, 22 aprile 1719) è stato un arcivescovo cattolico e politico francese.

## Biografia
Claude Maure d'Aubigné nasce nella cittadina di Tigné, nei pressi di Saumur, da Urban d'Aubigné, signore di Touche e di Tigné, e da Maria Gavriau di Riparfont. È, inoltre, cugino di Madame de Maintenon. Nel 1688 consegue un dottorato in teologia presso l'Università di Parigi. Il 13 aprile 1686 viene ordinato presbitero dall'allora vescovo di Beauvais Toussaint de Forbin-Janson, e diviene vicario generale della diocesi di Luçon prima, e di quelle di Chartres e di Beauvais poi. Sempre nel 1686 diviene abate commendatario dell'abbazia dei santi Pietro e Paolo a Pothières, e nel 1692 abate commendatario a Senlis.
Nominato vescovo di Noyon nel 1701, viene solennemente consacrato nella cattedrale di Chartres dal vescovo Paul Godet des Marais il 24 luglio dello stesso anno. Nel febbraio 1708 diviene arcivescovo di Rouen, continuando a ricoprire la carica di Pari di Francia: il mantenimento del titolo nobiliare è garantito dalla bolla pontificia del 27 febbraio dello stesso anno.
Nel 1714 promuove la fondazione della Congregazione di Nostra Signora della Carità di Rouen, una congregazione religiosa dedita alla cura degli ammalati presenti in città.
Muore a Rouen il 22 aprile del 1719 e viene sepolto nella cattedrale di Roue. Il suo cuore è stato traslato nella chiesetta di Tigné, la sua città natale. Viene ricordato un prelato "esemplare, pio e nemico della frivolezza". Viene anche ricordato come un acceso oppositore del giansenismo.

## Genealogia episcopale e successione apostolica
La genealogia episcopale è:
- Cardinale Guillaume d'Estouteville, O.S.B.Clun.
- Papa Sisto IV
- Papa Giulio II
- Cardinale Raffaele Sansone Riario
- Papa Leone X
- Papa Paolo III
- Cardinale Francesco Pisani
- Cardinale Alfonso Gesualdo di Conza
- Papa Clemente VIII
- Cardinale Pietro Aldobrandini
- Cardinale Laudivio Zacchia
- Cardinale Antonio Barberini, O.F.M.Cap.
- Cardinale Nicolò Guidi di Bagno
- Arcivescovo François de Harlay de Champvallon
- Vescovo Paul Godet des Marais
- Arcivescovo Claude-Maure d'Aubigné

La successione apostolica è:
- Vescovo Henri-Ignace de Brancas (1715)

## Stemma
| Image | Stemma |
| ----- | --- |
| \| \| | Claude-Maure d'Aubigné Pari di Francia, Vescovo di Noyon ed Arcivescovo di Rouen Al centro di uno scudo rosso, un leone striato lampassato e coronato d'oro. |
|       | |